# Stanisław Smolka
Stanisław Smolka (ur. 29 czerwca 1854 we Lwowie, zm. 27 sierpnia 1924 w Nowoszycach) – polski historyk, współtwórca i przedstawiciel krakowskiej szkoły historycznej, syn wybitnego adwokata i polityka – Franciszka Smolki.
Badał głównie początkowe okresy historii Polski: piastowski i jagielloński, również czasy Królestwa Polskiego. Dzieje Polski przedstawiał w szerszej perspektywie na tle dziejów powszechnych, odmiennie od dotychczasowych trendów romantycznych – z dużym krytycyzmem. Jego poglądy i metody badawcze wywarły ogromny wpływ na jego kontynuatorów oraz następne pokolenia mediewistów.

## Życiorys
W latach 1876–1883 był profesorem Uniwersytetu we Lwowie, następnie w okresie 1883–1902 na Uniwersytecie Jagiellońskim, gdzie w latach 1895–1896 pełnił funkcję rektora.
W 1877 r. zawarł związek małżeński z Marią Rydel (1854–1883), najmłodszą siostrą poety Lucjana Rydla, a po jej śmierci z Wandą Marią Orda, córką Witolda i Wandy, właścicieli majątku Biżerewicze pod Pińskiem. 
W 1886 zorganizował tzw. Ekspedycję Rzymską, której celem było przyswojenie polskiej nauce dokumentów z archiwum w Watykanie. W 1899 został członkiem Moskiewskiego Towarzystwa Archeologicznego. W latach 1908–1919 był dyrektorem Archiwum Krajowego Aktów Grodzkich i Ziemskich w Krakowie, ponadto od 1919 był profesorem Uniwersytetu Lubelskiego, któremu przekazał księgozbiór i część swojego archiwum. Od 1881 członkiem krakowskiej Akademii Umiejętności pełniącej funkcję ogólnonarodową, do której zjeżdżali uznani uczeni z terenów całej byłej Rzeczypospolitej, w latach 1891–1902 został jej sekretarzem generalnym. Smolka mieszkał w 1910 w domu Heleny Rusockiej w Rudawie, a w latach 1912–1914 w pobliskich Niegoszowicach. Za wybitne osiągnięcia naukowe Akademia przyznała mu nagrodę pieniężną w 1924.
Był członkiem honorowym Poznańskiego Towarzystwa Przyjaciół Nauk. Wymieniany jest również w gronie najbardziej zasłużonych współpracowników Zakładu Narodowego im. Ossolińskich. Był członkiem Towarzystwa Tatrzańskiego. W 1913 otrzymał austriackie szlachectwo II stopnia (z tytułem „Ritter”).
Został pochowany w Janowie Poleskim pod Pińskiem.

## Ordery i odznaczenia
- Krzyż Komandorski Orderu Odrodzenia Polski (pośmiertnie, 11 listopada 1936)[9]
- Order Korony Żelaznej (Austro-Węgry)[10]

## Wybrane publikacje
- Henryk Brodaty. Ustęp z dziejów epoki piastowskiej (1872)
- Mieszko Stary i jego wiek (1881)
- Uwagi o pierwotnym ustroju społecznym Polski piastowskiej (1881)
- Szkice historyczne t. 1–2 (1882–1883) Warszawa
- Dzieje narodu polskiego t. 1–2 (1897).
- Poczet królów Polskich. Zbiór portretów historycznych (1893).
- Polityka Lubeckiego przed powstaniem listopadowym Tom 1 (1907) Tom 2 (1907)
- Dziennik Franciszka Smolki, 1848–1849, w listach do żony (1913)